# Cheumatopsyche saltorum
Cheumatopsyche saltorum är en nattsländeart som beskrevs av Wolfram Mey 1998. Cheumatopsyche saltorum ingår i släktet Cheumatopsyche och familjen ryssjenattsländor. Inga underarter finns listade i Catalogue of Life.